# Andrej Kocbek
Andrej Kocbek, slovenski častnik - brigadir in veteran vojne za Slovenijo, * 20. september 1950, Maribor.

## Vojaška kariera
- povišan v podpolkovnika (18. junij 1993)
- poveljnik, 710. učni center TOS (1991)

Kocbek je bil eden od častnikov TO RS, ki so 26. junija 1991 prvič javno dvignili zastavo Slovenije na ljubljanskem Trgu republike.

## Odlikovanja in priznanja
- spominski znak Republiška koordinacija 1991[2]